# Дзена, Алексис
Алексис Габбриэль Дзена (англ. Alexis Gabbriel Dziena; 8 июля 1984, Нью-Йорк, Нью-Йорк, США) — американская актриса.

## Биография
Алексис Дзена родилась в Нью-Йорке, в семье, имеющей ирландские, итальянские и польские корни. У актрисы есть старший брат, которого зовут Алекс, он музыкант и диджей. Алексис посещала Нью-Йоркскую Школу Святой Анны. Учась в школе, она посещала курсы в Американской академии драматического искусства.
Первую заметную роль в кино Алексис сыграла в возрасте девятнадцати лет в фильме Эрика Перлмуттера «Season of Youth». Далее она воплотила на экране героиню Рози в ужасах «Мутанты 3: Страж». В 2004 году Алексис получила главную роль — роль школьницы Ханны в драме «Тусовщица» Тома Маклафлина. Её героиня — отличница, которая в свободное от занятий время веселится на полную катушку со своим парнем.
Также актриса сыграла небольшую роль в скандальном фильме «Крэйзи» Барбары Коппл. Благодаря этому проекту ей довелось поработать на одной съёмочной площадке вместе с Энн Хэтэуэй. В загадочном сериале «Нашествие» Дзена сыграла девушку Киру. В фильме «Сломанные цветы» Джима Джармуша, Алексис досталась небольшая, но очень заметная роль — она появилась на экране абсолютно голой перед героем Билла Мюррея.
В 2007 году Дзена снялась вместе с Маколеем Калкиным в драме «Секс на завтрак» о сложных отношениях молодых пар и интересном решении этих проблем. Также Алексис присоединилась к съёмкам шестого сезона сериала «Красавцы», в котором сыграла девушку Эшли — красивую, умную, с чувством юмора, и проявляющую интерес к персонажу Кевина Коннолли Эрику. Одной из недавних работ актрисы стали съёмки в фильме «Without Ward» Кори Катальдо, где Алексис исполнила главную роль.

## Фильмография
| Год       |    | Русское название                    | Оригинальное название              | Роль               |
| --------- | -- | ----------------------------------- | ---------------------------------- | ------------------ |
| 2002      | с  | Клинок ведьм                        | Witchblade                         | Бола               |
| 2003      | с  | Закон и порядок: Специальный корпус | Law & Order: Special Victims Unit  | Миа ван Вагнер     |
| 2003      | ф  |                                     | Season of Youth                    |                    |
| 2003      | в  | Мутанты 3: Страж                    | Mimic: Sentinel                    | Рози Монтроуз      |
| 2003      | с  | Закон и порядок                     | Law & Order                        | Лена Паркова       |
| 2003      | ф  | Приносящий дождь                    | Bringing Rain                      | Лизи Кей           |
| 2003      | ф  | Глаза носорога                      | Rhinoceros Eyes                    | «пташка»           |
| 2003      | ф  | Уондерлэнд                          | Wonderland                         | девушка Горпера    |
| 2004      | тф | Тусовщица                           | She's Too Young                    | Ханна              |
| 2005      | ф  | Freeвольная жизнь                   | Strangers with Candy               | Мелисса            |
| 2005      | тф | Правосудие Стоуна                   | Stone Cold                         | Кэндейс Пеннингтон |
| 2005      | с  | Новая Жанна д’Арк                   | Joan of Arcadia                    | Бонни              |
| 2005      | ф  | Великое новое чудо                  | The Great New Wonderful            | Энжи               |
| 2005      | ф  | Сломанные цветы                     | Broken Flowers                     | Лолита Миллер      |
| 2005      | ф  | Пицца                               | Pizza                              | Эмили              |
| 2005      | ф  | Крэйзи                              | Havoc                              | Саша               |
| 2005—2006 | с  | Нашествие                           | Invasion                           | Кира Андерлей      |
| 2007      | с  | Одна жизнь, чтобы жить              | One Life to Live                   | красотка           |
| 2007      | ф  | Секс на завтрак                     | Sex and Breakfast                  | Хизер              |
| 2008      | ф  | Золото дураков                      | Fool's Gold                        | Джемма Ханикатт    |
| 2008      | ф  | Будь моим парнем на пять минут      | Nick and Norah's Infinite Playlist | Трис               |
| 2009      | ф  | Нежность                            | Tenderness                         | Мария              |
| 2009      | с  | Красавцы                            | Entourage                          | Эшли               |
| 2010      | ф  | Однажды в Риме                      | When in Rome                       | Джоан Мартин       |
| 2012      | ф  | Неверно                             | Wrong                              | Эмма               |